# 伯兹维莱特
伯兹维莱特（法語：Beuzevillette，法語發音：[bøzvilɛt]）是法国滨海塞纳省的一个市镇，属于勒阿弗尔区。

## 地理
伯兹维莱特（49°34'19"N, 0°32'9"E）面积5.63 平方千米，位于法国诺曼底大区滨海塞纳省，该省份为法国北部沿海省份，其西部及北部濒大西洋英吉利海峡，东起顺时针与索姆省、瓦兹省、厄尔省和卡爾瓦多斯省接壤。
与伯兹维莱特接壤的市镇（或旧市镇、城区）包括：博勒维尔、格吕谢-勒瓦拉斯、朗克托、兰托、特鲁维尔。

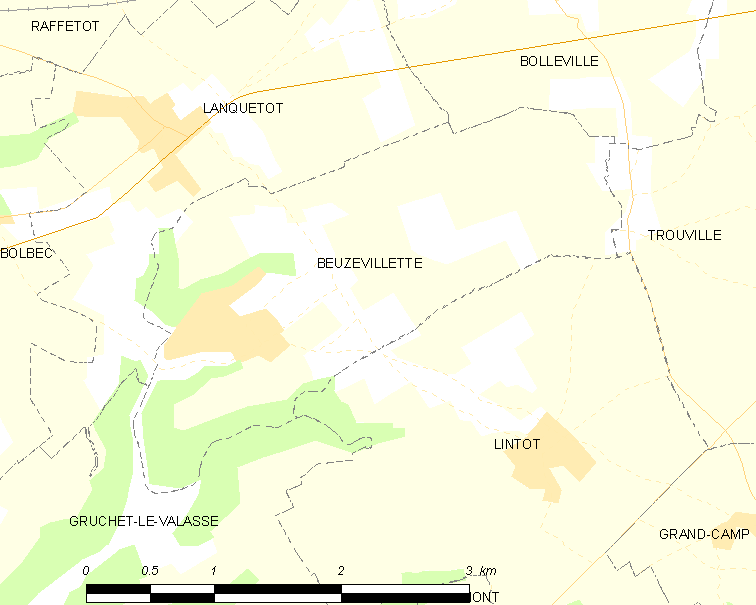
伯兹维莱特的OSM定位图

伯兹维莱特的时区为UTC+01:00、UTC+02:00（夏令时）。

## 行政
伯兹维莱特的邮政编码为76210，INSEE市镇编码为76092。

## 政治
伯兹维莱特所属的省级选区为博尔贝克县。

## 人口

1962-2008年间伯兹维莱特人口变化图示

伯兹维莱特于2022年1月1日时的人口数量为612人。